# Flakstadøya
Flakstadøya – wyspa w archipelagu Lofotów, należącym do Norwegii. Administracyjnie podlega pod okręg Nordland. 
Od zachodu połączona jest mostem z wyspą Moskenesøya, od wschodu z wyspą Vestvågøya poprzez podwodny tunel Nappstraumtunnelen. 
Głównym ośrodkiem administracyjnym jest Ramberg.

## Galeria

Flakstadøya
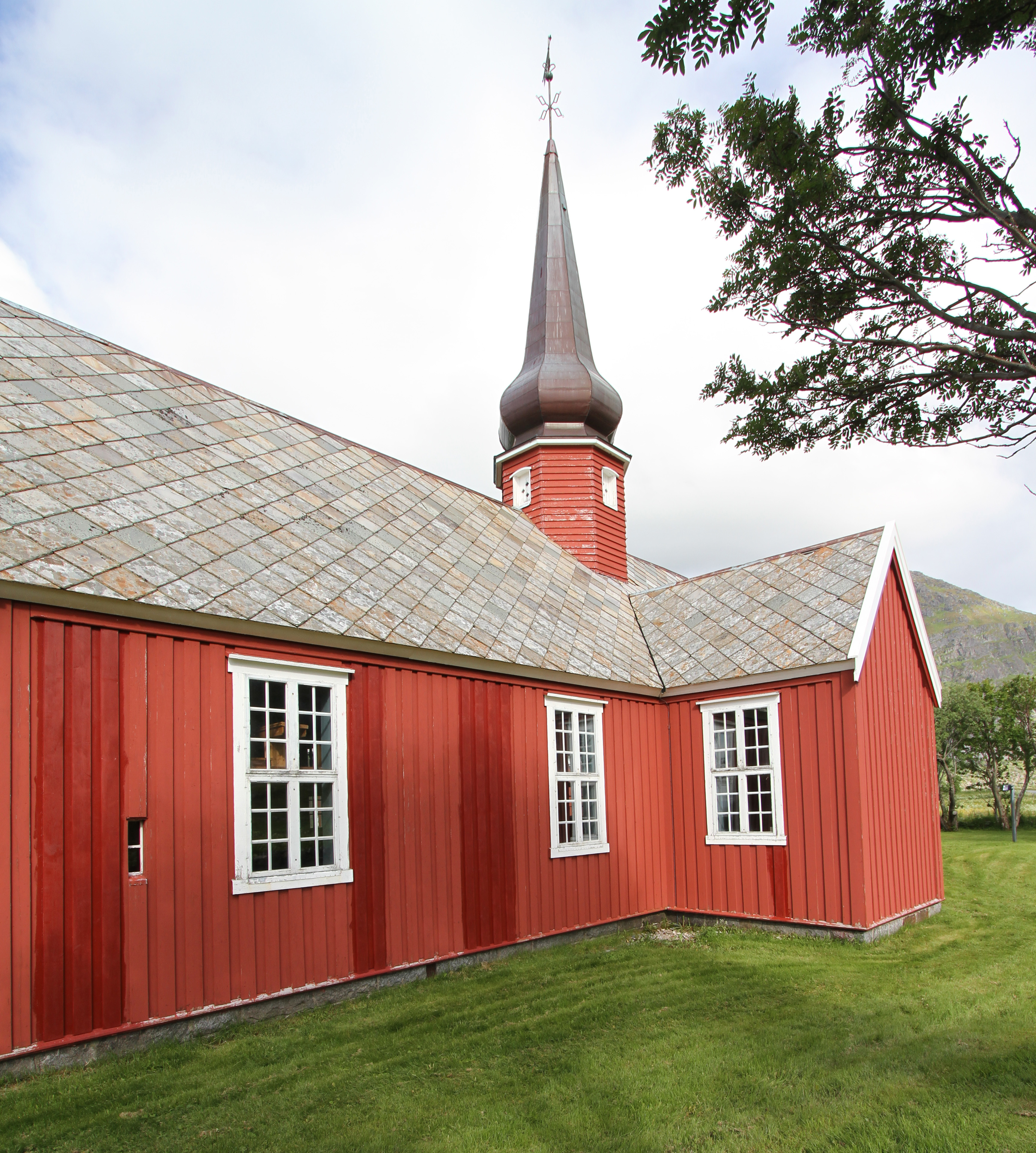
Flakstad
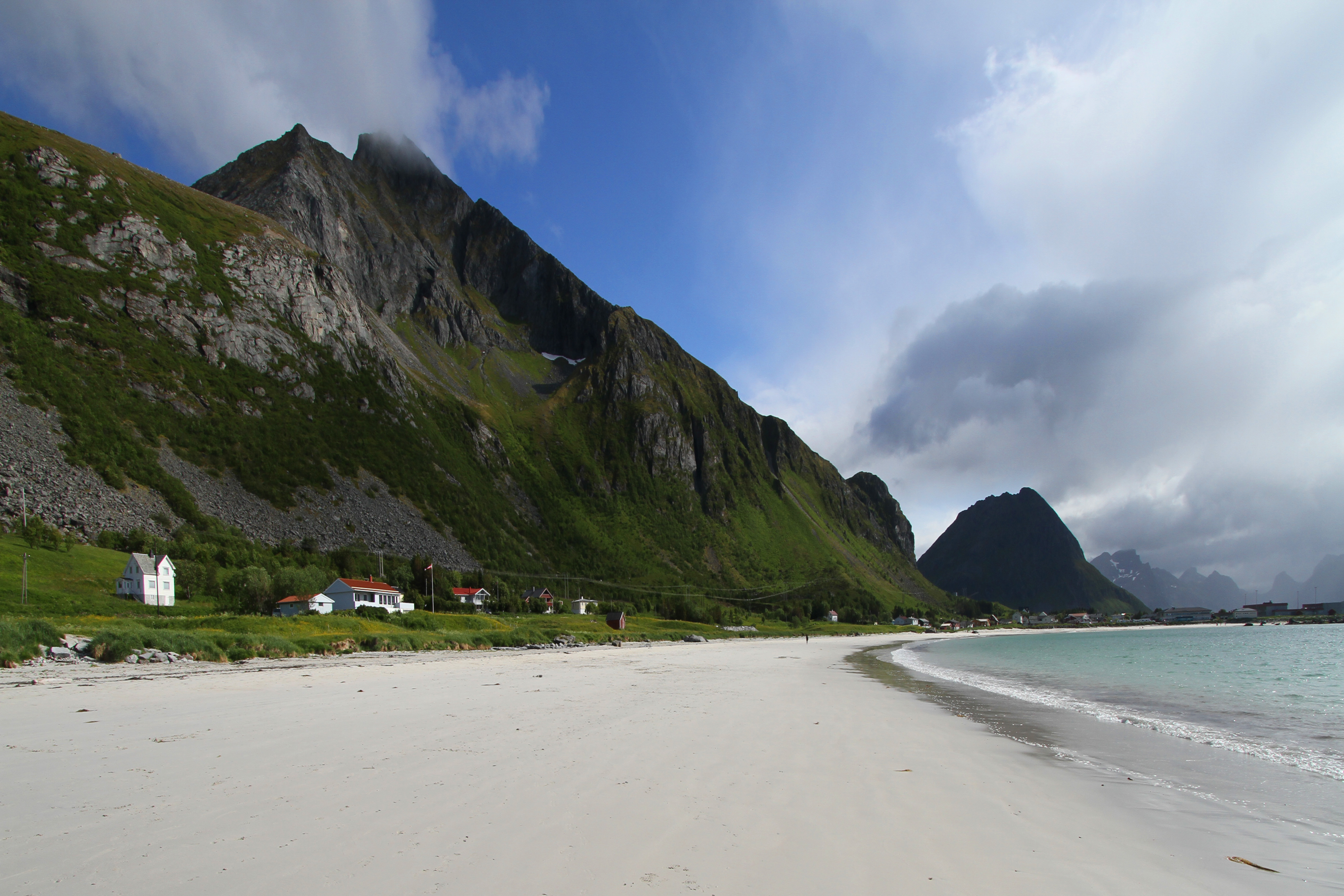
Ramberg
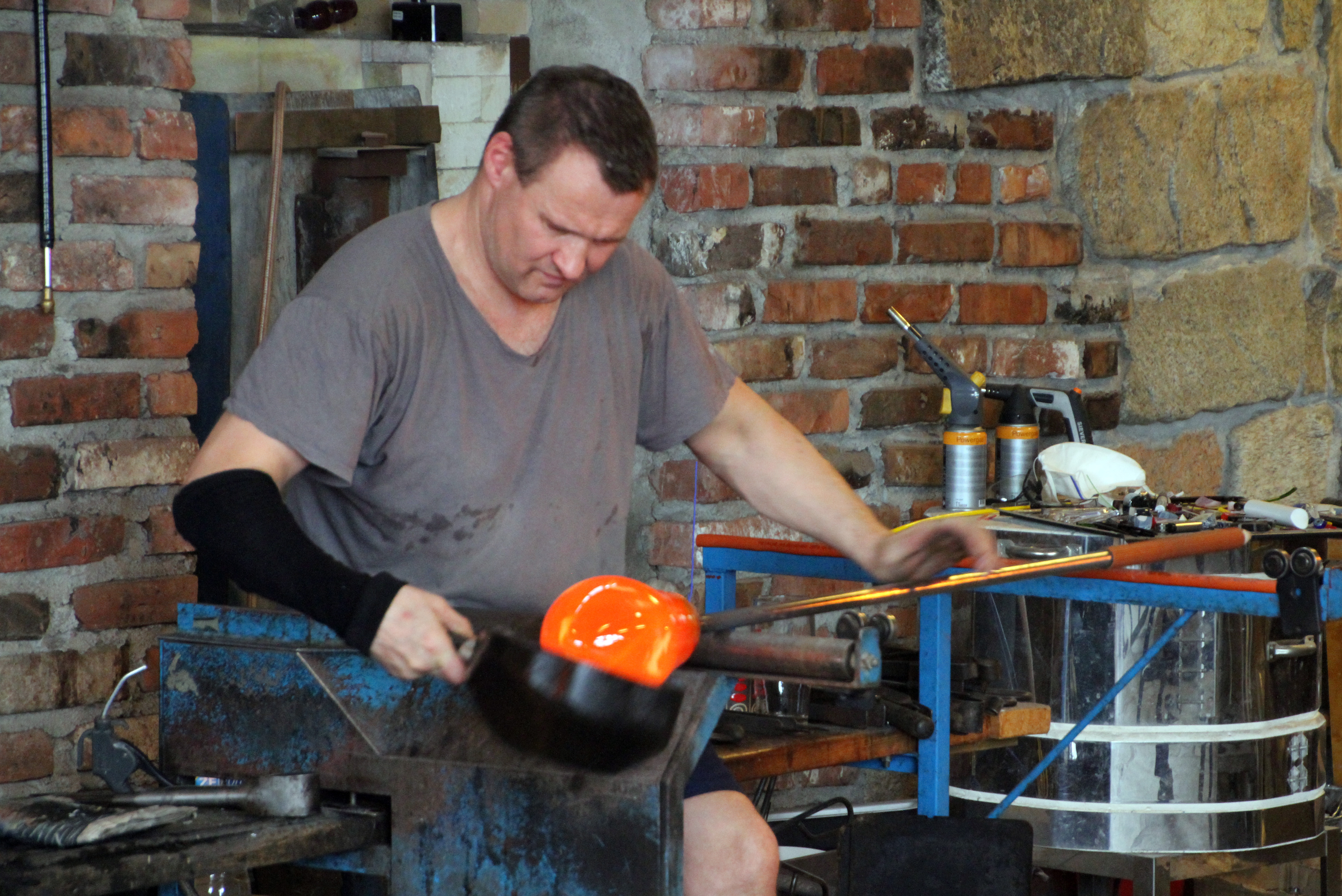
Dmuchacz szkła w Vikten
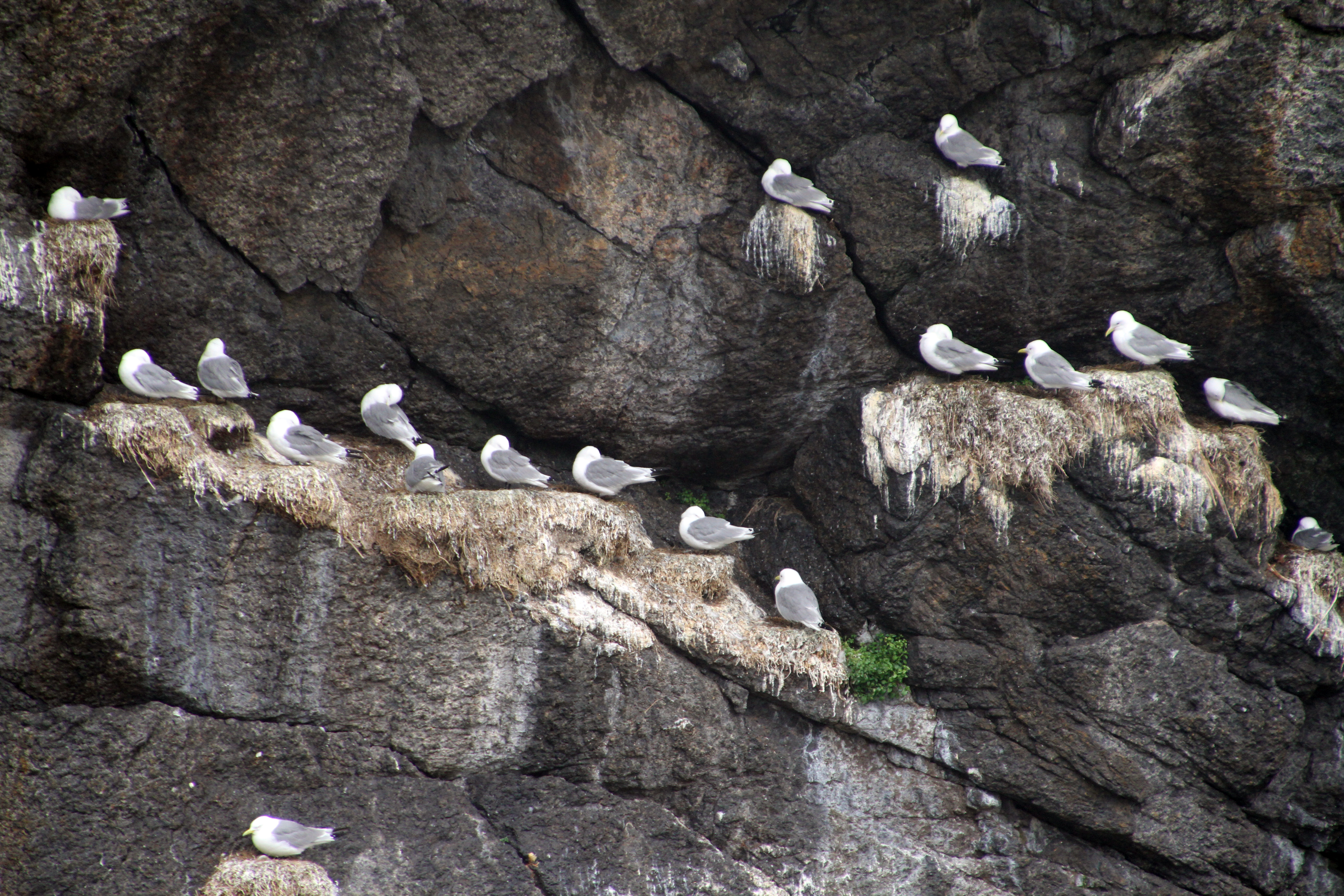
Mewy
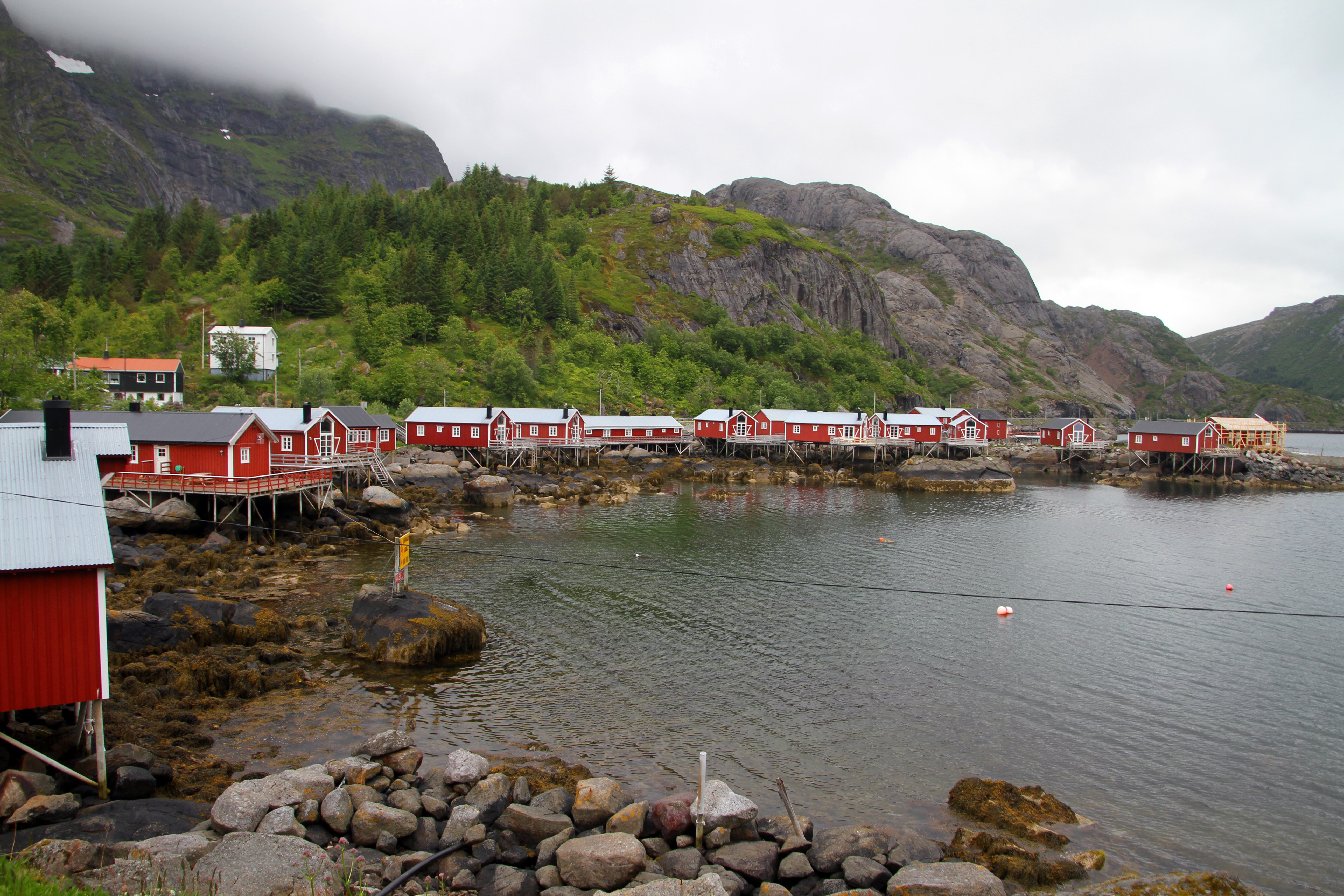
Nusfjord
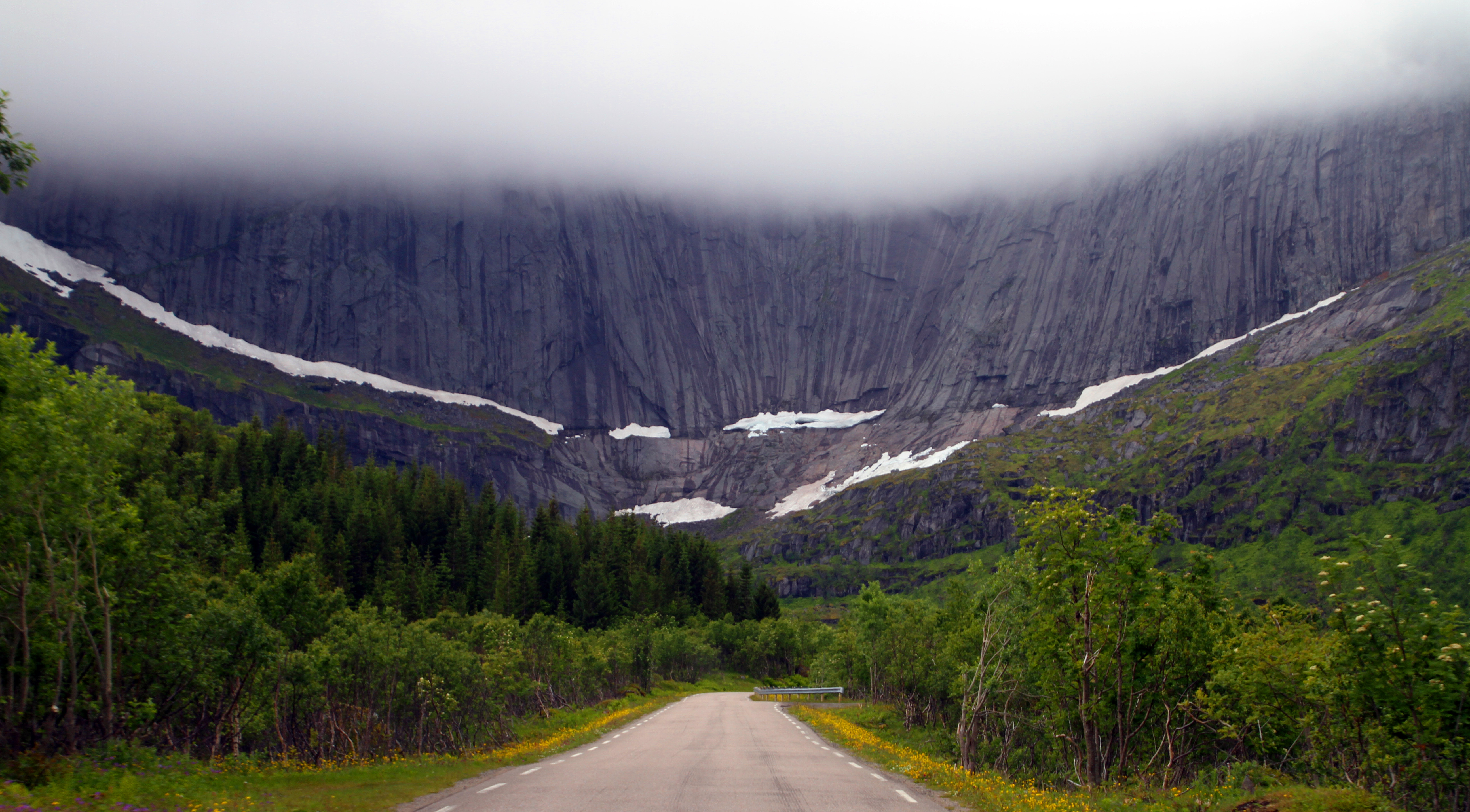
Nusfjord